# Toll Global Express

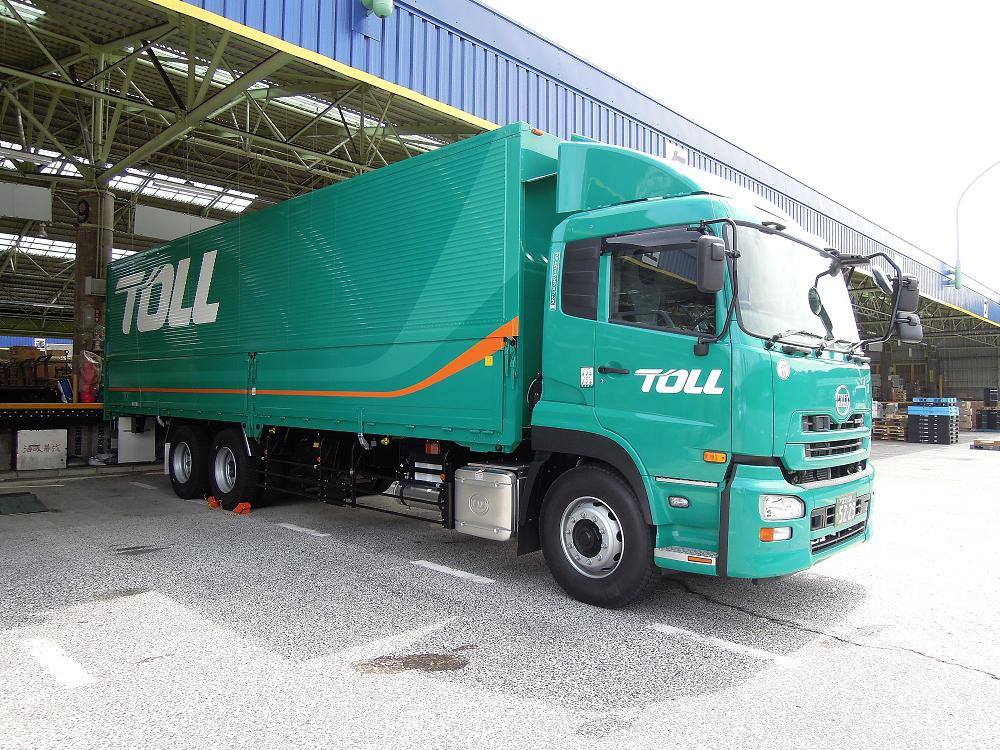
Грузовой автомобиль

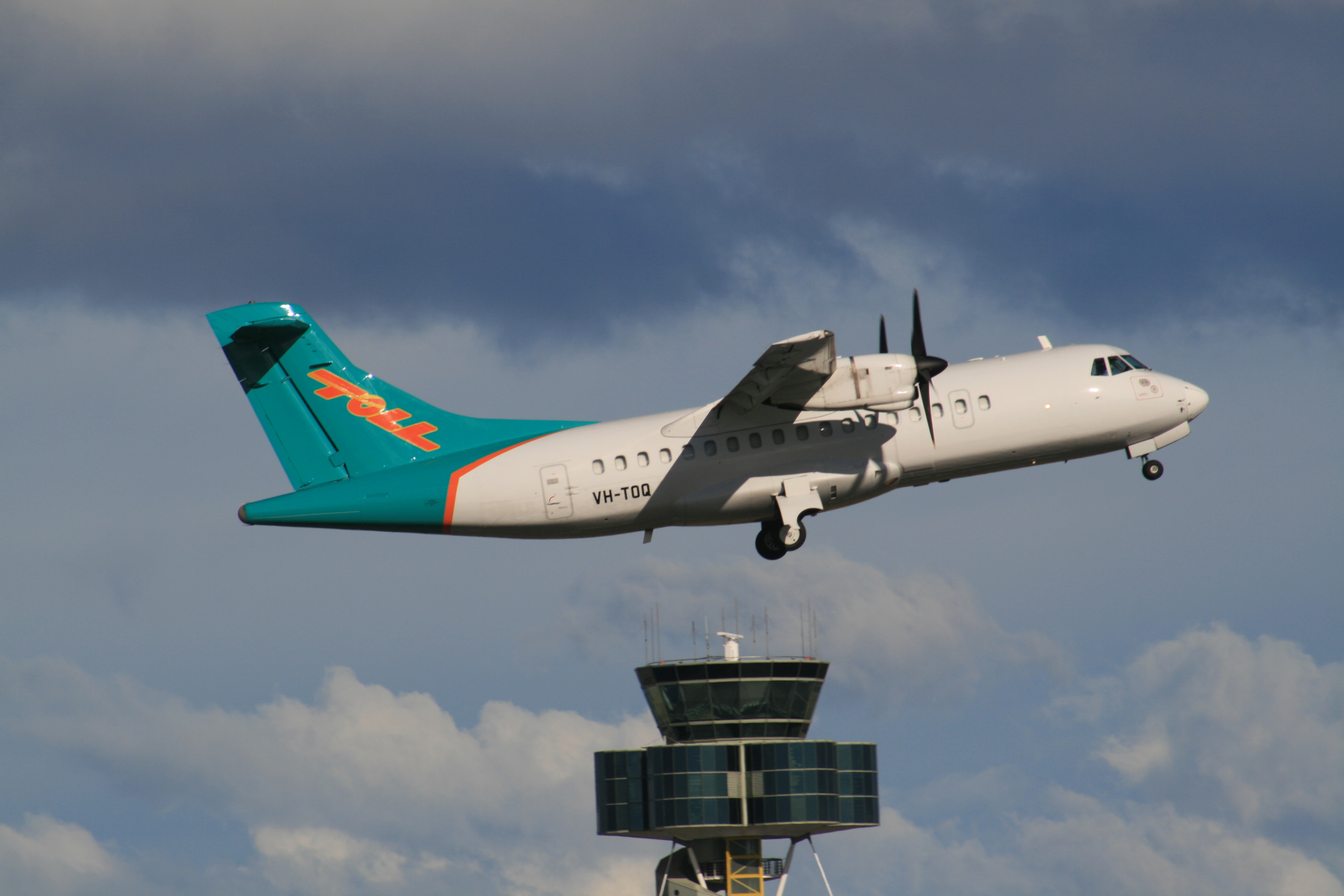

Toll Global Express (TGE) — подразделение компании Toll Group. 

## Флот
Подразделение управляет воздушным и морским флотом, автомобилями и судами.
У TGE есть в распоряжении 50 самолетов, в том числе имеются такие самолеты как Боинг 737 и АTR 42. В неделю проходят более 4000 рейсов. У TGE есть доступ к более чем 4000 автомобилям.

## Складирование и хранение
У Toll Global Express есть складские помещения в крупных городах мира, в том числе основных торговых шлюзах в Австралии, Новой Зеландии, Азии, Америке, Южно-Африканской Республике, Европе и на Ближнем Востоке. В 2014 году TGE открыл свой склад в Сиднее.